# 로리 칼혼
로리 칼혼(Rory Calhoun, 1922년 8월 8일 ~ 1999년 4월 28일)은 미국의 배우, 영화 프로듀서, 영화배우, 텔레비전 배우, 각본가이다.

## 영화
- 도시의 카우보이 (1992년)
- 롤러 브레이드 전사 (1989년)
- 엔젤 2 (1985년) - 키트 역
- 엔젤 (1984년)
- 남북전쟁 (1982년)
- 지옥의 모텔 (1980년)
- 어둠 속의 방문객 (1979년)
- 메인 이벤트 (1979년)
- 나이트 오브 레퍼스 (1972년)
- 핑거 온 더 트리거 (1965년)
- 오드의 투기장 (1961년)
- 돌아오지 않는 강 (1954년)
- 백만장자와 결혼하는 법 (1953년)
- 웨이 오브 어 가우초 (1952년)
- 내 마음 속의 노래와 (1952년)
- 아이드 클림 더 하이스트 마운틴 (1951년)
- 샌드 (1949년)
- 댓 하겐 걸 (1947년)
- 웨어 두 위 고 프럼 히어? (1945년)
- 썸딩 포 더 보이즈 (1944년)